# Views From a Red Train
Views From a Red Train es el cuadragésimo sexto álbum de estudio del grupo de música electrónica alemán Tangerine Dream. Publicado en 2008 por el sello Eastgate destaca por ser un álbum íntegramente compuesto por Edgar Froese algo que no es usual en la trayectoria del grupo.

## Producción
Grabado en los estudios Eastgate de Viena en 2008, con un trabajo de preproducción que comenzó en 2005, el álbum originalmente se concibió como un trabajo solista de Edgar Froese con una fecha estimada de publicación en el verano de 2007. Finalmente en abril de 2008 vio la luz como una obra de grupo en la que participa la alineación habitual en esta etapa de la banda: Thorsten Quaeschning, Linda Spa, Bernhard Beibl e Iris Camaa. 
A lo largo de diez temas el álbum muestra parcialmente el estilo musical instrumental y "cerebral". No obstante también cuenta con pasajes vocales y grabaciones ambientales en algunos temas, algo poco habitual en su trayectoria pero presente en álbumes como Cyclone (1978), Tyger (1987) o Ambient Monkeys (1997). La canción que abre el álbum, «Carmel Calif», originalmente no estaba incluida en el listado pero fue incorporada tras la petición de los fanes ya que se interpretó previamente en vivo y, hasta entonces, no había sido publicada en ninguna grabación. Y, a diferencia de buena parte de la discografía del grupo, la explicación de cada tema y su sentido se desarrolla en textos amplios escritos por Bianca F. Acquaye para el libreto.

## Lista de temas
| N.º   | Título                           | Escritor(es) | Duración |  |
| 1.    | «Carmel Calif»                   | Edgar Froese | 7:32     |  |
| 2.    | «Passing All Signs»              | Edgar Froese | 6:14     |  |
| 3.    | «Leviathan»                      | Edgar Froese | 7:01     |  |
| 4.    | «Hunter Shot By A Yellow Rabbit» | Edgar Froese | 9:33     |  |
| 5.    | «Nutshell Awakening»             | Edgar Froese | 6:38     |  |
| 6.    | «One Night In Space»             | Edgar Froese | 6:56     |  |
| 7.    | «Serpent Magique»                | Edgar Froese | 9:20     |  |
| 8.    | «Lord Of The Ants»               | Edgar Froese | 9:41     |  |
| 9.    | «Fire On The Mountain»           | Edgar Froese | 7:41     |  |
| 10.   | «Sound Of A Shell»               | Edgar Froese | 6:42     |  |
| 75:27 |                                  |              |          |  |

## Personal
- Edgar Froese - piano, voz, guitarra, programaciones y producción
- Thorsten Quaeschning - batería (temas 3, 6)
- Bernhard Beibl - guitarra (temas 1, 3, 5, 6, 10)
- Linda Spa - saxofón e instrumentos de viento (temas 7, 8)
- Iris Camaa - percusión electrónica (temas 4, 5, 9)
- Bianca F. Acquaye - textos
- Harald Pairits - masterización